# Tim Metzger
Tim Metzger é um diretor de fotografia e cineasta. Como reconhecimento, foi nomeado ao Oscar 2011 na categoria de Melhor Documentário em Curta-metragem por Sun Come Up.